# Nicasius

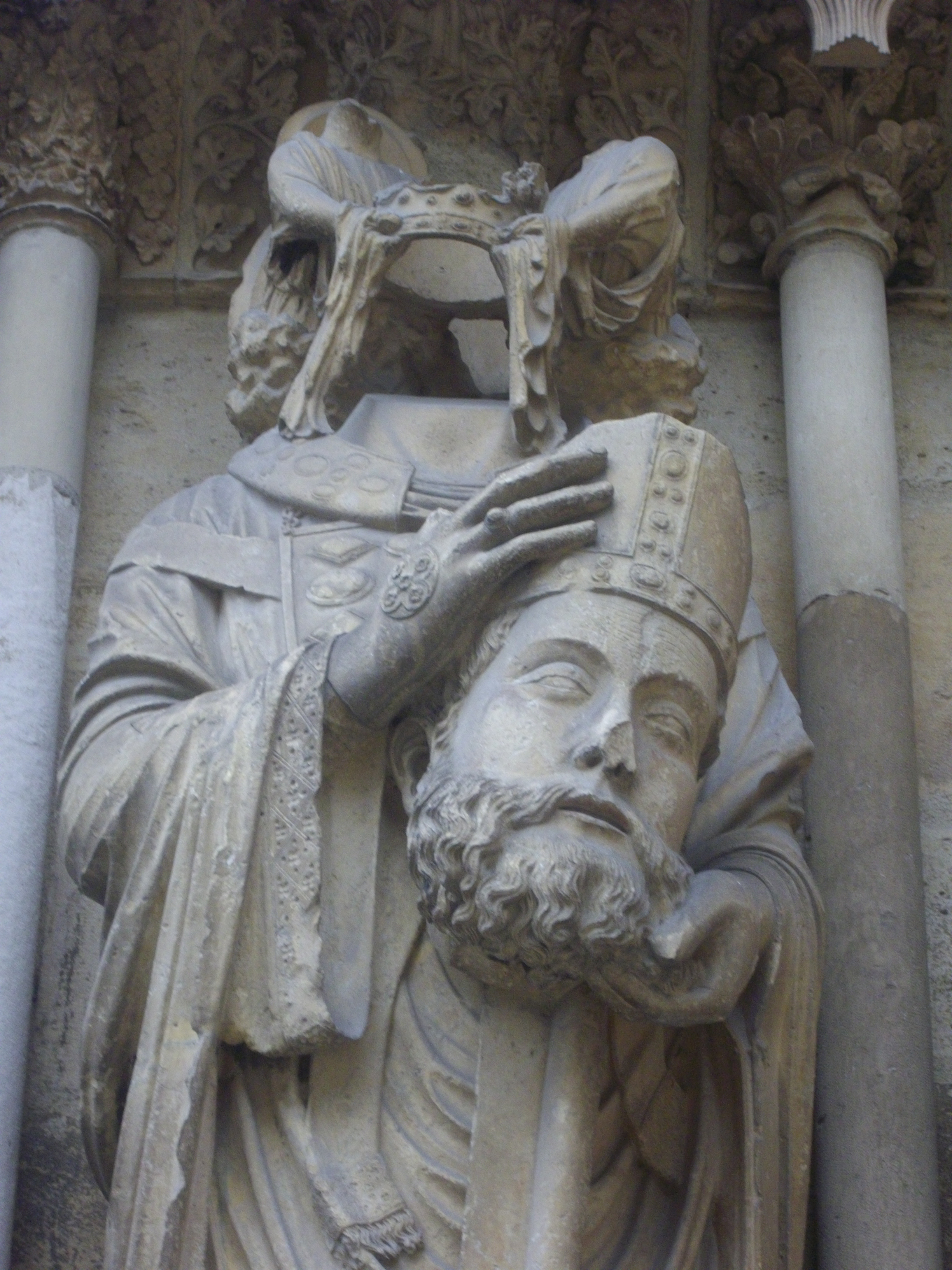
Sint-Nicasius van Reims, de beroemdste naamdrager, op de kathedraal van Reims

Nicasius is een van oorsprong Oudgriekse jongensnaam die "overwinnaar" betekent. De naam verspreidde zich doordat enkele heiligen en martelaren de naam droegen.

## Etymologie
In het Oudgrieks luidt de naam Νικάσιος Nikásios, een woord dat afgeleid is van νικάω nikáō "overwinnen". Deze naam werd gelatiniseerd tot Nicasius. In het Middelnederlands vindt men de varianten Nicasis, Nichasijs en Nichasus. Varianten in andere talen zijn:
- Catalaans: Nicasi
- Engels: Nicasius
- Frans: Nicaise
- Italiaans: Nicasio
- Russisch: Никасий Nikasi (of Nikásij)
- Spaans: Nicasio

## Naamdragers

### Heiligen en zaligen
Drie bisschoppen met deze naam werden heilig of zalig verklaard:
- Heilige Nicasius, apostel van de Vexin (3e eeuw)
- Zalige Nicasius van Die (4e eeuw)
- Heilige Nicasius van Reims (5e eeuw)

Martelaren met deze naam zijn:
- Nicasius, Quirinus, Scubiculus en Piëntia (3e eeuw)
- Nicasius van Sicilië (ca. 1135-1187)
- Nicasius van Heeze (1515-1572), een van de martelaren van Gorcum

### Met een verwante voornaam
- Nycasius de Clibano (fl. 1457-1497), Franco-Vlaams componist en zanger
- Nicaise Le Febvre (ca. 1610-1669), Franse chemicus
- Nicasius Bernaerts (1608-1678), Zuid-Nederlands barokschilder
- Nicaise De Keyser, (1813-1887), Belgisch kunstschilder
- Nicasio Silverio (°1930), Cubaans Olympisch zwemmer

### Met een verwante familienaam
- Claude Nicaise (1623-1701), Franse priester en erudiet
- Auguste Nicaise (1828-1900), Franse geschiedkundige
- Viviane Nicaise (°1952), Belgische striptekenares
- Benjamin Nicaise (°1980), Franse voetballer
- Johannes Nicaise (°1981), Belgisch wiskundige
- Kévin Nicaise (°1985), Tsjadische voetballer